# Меделин Петш
Меделин Гробелар Петш (енгл. Madelaine Grobbelaar Petsch; Порт Орчард, 18. август 1994) америчка је глумица и јутјуберка. Позната је по улози Шерил Блосом у серији Ривердејл.

## Рани живот
Меделин је рођена 18. августа 1994. године у Порт Орчарду. Када је имала три године, показала је страст за плесање и уписала се на часове плесања, а две године након тога је почела да иде на часове глуме. Њени родитељи су пореклом из Јужноафричке Републике и провела је првих 10 година између Јужноафричке Републике и Вашингтона. Ишла је у Школу уметности Такома и преселила се у Лос Анђелес након матурирања. Петшова има једног брата.

## Каријера
Прво приказивање јој је било у националној рекламној кампањи за Coca-Cola-у 2014. године, а фебрура 2016. године, добила је улогу у Шерил Блосом у серији The CW-а, Ривердејл. У марту 2017. године добила је улогу у филму Полароид. Такође, у априлу 2018. године је почела да ради са компанијом за наочаре за сунце, Privé Revaux, и објавила је своју линију наочара за сунце, а има и свој канал на YouTube-у, који је започела како би обожаваоци видели њен живот иза камера.

## Приватни живот
Меделин је са 14 година постала веганка, након што је одрастала као вегетаријанка. Такође је учествовала у кампањи подизања свести за PETA-у.

## Филмографија

### Филм
| Филм  | Српски назив                  | Изворни назив | Улога                  | Напомене               |
| ----- | ----------------------------- | ------------- | ---------------------- | ---------------------- |
| 2014. | Н/Д                           |               | тренутна девојка бр. 2 |                        |
| 2016. | Проклетство успаване лепотице |               | Елајза                 |                        |
| 2017. | Ј*&#ш матурско вече           |               | Мариса                 | филм                   |
| 2019. | Полароид                      |               | Сара                   |                        |
| 2020. | Слепа                         |               | Елен Ешланд            | такође копродуценткиња |
| 2022. | Н/Д                           |               | Оливија                | такође продуценткиња   |

### Телевизија
| Година     | Српски назив | Изворни назив | Улога        | Напомене                   |
| ---------- | ------------ | ------------- | ------------ | -------------------------- |
| 2015.      | Инстант мама |               | сирена       | 1. епизода                 |
| 2017–2023  | Ривердејл    |               | Шерил Блосом | главна улога               |
| 2020.      | Н/Д          |               | Џејн Бенет   | 1. епизода                 |
| 2020.      | Симпсонови   |               | Слоун        | гласовна улога; 1. епизода |
| 2020.      | Н/Д          |               | нараторка    | гласовна улога; 1. епизода |
| 2020–2021. | Н/Д          |               | Елајза Голд  | гласовна улога; подкаст    |

### Музички спотови
- „” (2020, у кућном издању) Ким Петрас[26]

## Награде и номинације
| Година | Награда                     | Категорија                      | Номиновани рад | Резултат   | Реф.   |
| ------ | --------------------------- | ------------------------------- | -------------- | ---------- | ------ |
| 2017.  | Награде по избору тинејџера | омиљени излив                   | Ривердејл      | Освојено   | [ 27 ] |
| 2018.  | МТВ филмске и ТВ награде    | крадљивац сцене                 | Ривердејл      | Освојено   | [ 28 ] |
| 2018.  | Награде по избору тинејџера | омиљени излив                   | Ривердејл      | Освојено   | [ 29 ] |
| 2019.  | МТВ филмске и ТВ награде    | најбољи мјузикл тренутак        | Ривердејл      | Номинација | [ 30 ] |
| 2019.  | Награде Шорти               | најбољи јутјубер године         | она            | Номинација | [ 31 ] |
| 2019.  | Награде по избору тинејџера | омиљени пар (са Ванесом Морган) | Ривердејл      | Номинација | [ 32 ] |